# Martes de Carnaval (teatre)
Martes de Carnaval és una trilogia teatral escrita per Valle-Inclán i publicada en 1930. És composta per Las galas del difunto, La hija del Capitán i Los cuernos de Don Friolera. Pel contingut descriptiu de les seves acotacions i l'ús del llenguatge en els diàlegs i accions està trilogia s'ha considerat com una de les peces de ple desenvolupament de la manera de l'esperpent.

## Cronologia
Si bé les obres van aparèixer sota aquest títol en 1930 totes elles havien estat publicades amb anterioritat. Los cuernos de don Friolera el 1921, La hija del capitán el 1927 i Las galas del difunto el 1926. La unitat del conjunt resideix en les referències a l'estament militar i al concepte del honor.

## Estil
L'esperpent utilitzat per Valle Inclán, més que un gènere literari, és una nova manera de veure el món, ja que deforma i distorsiona sistemàticament la realitat, per a presentar-nos la imatge real que s'oculta després d'ella. per a això utilitza:
- La paròdia, humanitza objectes i animals, cosifica humans.
- Els personatges manquen d'humanitat i es presenten com a marionetes.
- Les obres de Martes de Carnaval ofereixen una visió de la societat que es trobava en el caos polític, amb la intenció sempre de criticar-la.
- El llenguatge és col·loquial, són personatges del món corrent. És un constant moviment en el temps i l'espai quotidià.
- L'aspecte genèric deriva també de la tradició popular: a Las Galas del difunto hi ha una tradició de l'entremès i fulletó. A los Cuernos de don Friolera hi ha una tradició de la farsa. I a La hija del capitán trobem referències del sainet i fulletó.
- Vall crea obres l'aspecte estètic formal de les quals neix del xoc de la visió tràgica del món i de l'estètica que neixen de les formes populars que provoquen el riure.

## Títol
Martes de Carnaval no fa referència a la data segons la qual es calcula el moment del Carnestoltes, un dimarts, sinó més aviat al plural del déu de la guerra Mart. Segons el codi de l'esperpent el déu queda degradat a una simple disfressa còmica. Així, Martes de Carnaval fa referència a diverses disfresses de Mart, o diversos Mart celebrant el carnestoltes. Des del títol queda clar l'esperit esperpèntic de l'obra i la crítica a l'honor en sentit calderoniano.

## Representacions
Al costat de les diferents escenificacions individuals, les tres obres que componen la trilogia es van escenificar per primera vegada juntes en 1995 al Teatro María Guerrero de Madrid, amb direcció de Mario Gas i un elenc que incloïa a Dorotea Bárcena, Mercé Pons, Walter Vidarte, Pilar Bardem, Marc Martínez, Pepón Nieto, Alfonso del Real i José María Escuer.
En 2008 es va representar per Televisión Española, amb Juan Luis Galiardo com don Friolera, Juan Diego como Pachequín, Adriana Ozores, Magüi Mira, Paco Tous, Pilar Bardem, Jesús Franco, Luis Perezagua, Antonio Gamero i Pepón Nieto.